# Convention du Conseil de l’Europe sur la manipulation de compétitions sportives
La Convention du Conseil de l'Europe sur la manipulation des compétitions sportives, dite Convention de Macolin, est un traité multilatéral du Conseil de l'Europe, obligeant les états signataires à agir pour la prévention, la détection et la sanction (pénale et disciplinaire) de la manipulation de compétitions sportives, y compris le renforcement de l’échange d’informations et la coopération nationale et internationale entre les autorités publiques concernées, et avec les organisations sportives et les opérateurs de paris sportifs.
Elle invite les gouvernements européens à adopter des mesures, y compris législatives, pour la lutte des paris sportifs illégaux, la fermeture ou la restriction d’accès aux opérateurs concernés et le blocage des flux financiers entre ces derniers et les consommateurs. Elle prévoit aussi des mesures de protection pour les informateurs et les témoins.
Elle encourage également les organisations sportives et les organisateurs de compétitions à adopter et appliquer des règles strictes pour combattre la corruption, des sanctions et des mesures disciplinaires proportionnées et dissuasives en cas d’infraction, mais aussi des principes de bonne gouvernance.

## Adoption, signature et ratification

### Processus général
La convention a été adoptée le 9 juillet 2014, après deux années de négociations auxquelles la Commission au nom de l'Union européenne et les États membres ont participé. Elle a été conclue et signée le 18 septembre 2014 à l'occasion de la Conférence des ministres des sports du Conseil de l'Europe, à Macolin, en Suisse. La convention est entrée en vigueur le 1er septembre 2019.
À sa conclusion, quinze états ont immédiatement signé cette convention,, qui s'est finalement ouverte à la signature et à la ratification des états membres et non-membres du Conseil de l'Europe qui ont participé à sa négociation. Depuis, elle a été signée par 40 des états membres du Conseil de l'Europe ainsi que par l'Australie, le Maroc et la Russie, et a été ratifiée par quinze états membres (la Belgique, l'Espagne, la France, l'Islande, la Lituanie, la Norvège, le Portugal, l'Ukraine, la Moldavie, la Suisse, l'Italie, la Serbie, la Suède, Grèce, et Saint-Marin).
Le 9 décembre 2014, la Norvège devient le premier pays a ratifier la convention et le dernier pays à l'avoir fait est Saint-Marin, le 4 juin 2025.  
Les États qui ont ratifié la Convention sont juridiquement liés par ses dispositions une fois qu'elle est entrée en vigueur.
| Signataire    | Signature  | Ratification | Entrée en vigueur |
| ------------- | ---------- | ------------ | ----------------- |
| Albanie       | 02/06/2016 |              |                   |
| Allemagne     | 18/09/2014 |              |                   |
| Arménie       | 18/09/2014 |              |                   |
| Australie     | 01/02/2019 |              |                   |
| Autriche      | 02/06/2016 |              |                   |
| Azerbaïdjan   | 18/09/2014 |              |                   |
| Belgique      | 29/11/2016 |              |                   |
| Bulgarie      | 18/09/2014 |              |                   |
| Chypre        | 04/05/2017 |              |                   |
| Croatie       | 16/05/2019 |              |                   |
| Danemark      | 18/09/2014 |              |                   |
| Espagne       | 07/07/2015 |              |                   |
| Estonie       | 19/09/2016 |              |                   |
| Finlande      | 18/09/2014 |              |                   |
| France        | 02/10/2014 | 21/06/2023   | 01/10/2023        |
| Géorgie       | 18/09/2014 |              |                   |
| Grèce         | 18/09/2014 | 16/06/2020   | 01/10/2020        |
| Hongrie       | 29/11/2016 |              |                   |
| Islande       | 12/11/2014 |              |                   |
| Italie        | 07/04/2016 | 11/06/2019   | 01/10/2019        |
| Lettonie      | 12/12/2017 |              |                   |
| Liechtenstein | 21/11/2019 |              |                   |
| Lituanie      | 18/09/2014 |              |                   |
| Luxembourg    | 07/07/2015 |              |                   |
| Moldavie      | 29/04/2016 | 07/03/2019   | 01/09/2019        |
| Monténégro    | 18/09/2014 |              |                   |
| Norvège       | 18/09/2014 | 09/12/2014   | 01/09/2019        |
| Pays-Bas      | 18/09/2014 |              |                   |
| Pologne       | 07/07/2015 |              |                   |
| Portugal      | 17/03/2015 | 29/09/2015   | 01/09/2019        |
| Royaume-Uni   | 06/12/2018 |              |                   |
| Russie        | 18/09/2014 |              |                   |
| Saint-Marin   | 16/05/2019 | 04/06/2025   | 01/10/2025        |
| Serbie        | 18/09/2014 |              |                   |
| Slovaquie     | 27/06/2018 |              |                   |
| Slovénie      | 02/06/2016 |              |                   |
| Suisse        | 18/09/2014 | 16/05/2019   | 01/09/2019        |
| Ukraine       | 21/12/2015 | 10/01/2017   | 01/09/2019        |

### Sources et bibliographie
- « Convention du Conseil de l’Europe sur la manipulation de compétitions sportives (STCE n° 215) », sur Conseil de l'Europe, Bureau des Traités (consulté le 25 janvier 2025)  : document utilisé comme source pour la rédaction de cet article.